# Philippe Rey
Ne doit pas être confondu avec Éditions Philippe Rey.
Pour les articles homonymes, voir Philippe Rey (homme politique) et Rey.
Philippe Rey est un attaquant français de hockey sur glace, né le 10 août 1954 à Gap en France.
Il fut membre de l'équipe de France de 1974 à 1981, avec laquelle il participa aux championnats du monde 1978 et 1979 (médaille de bronze).
Formé au Gap Hockey Club, Il joua ensuite pour le Chamonix Hockey Club, dont il fut capitaine de 1976 à 1985 et remporta 2 titres de Champion de France, en 1975-1976  et 1978-1979.
Il remporta également le trophée Albert-Hassler, attribué au meilleur joueur français du championnat de France, lors de la saison 1978-1979.
Il poursuivit ensuite une carrière d'entraineur-joueur au Nice Hockey Club puis au Merlette Hockey Club.